# Asesinato de las Girl Scouts de Oklahoma
El asesinato de las Girl Scouts de Oklahoma es un caso de asesinato sin resolver que ocurrió en la mañana del 13 de junio de 1977, en Camp Scott, un campamento de verano en el condado de Mayes del estado estadounidense de Oklahoma. Las víctimas eran tres niñas exploradoras, de entre 8 y 10 años, que fueron violadas y asesinadas. Sus cuerpos fueron descubiertos en un sendero que conducía a las duchas del campamento, a escasos 150 metros de su tienda en el campamento de verano. El caso fue clasificado como resuelto cuando Gene Leroy Hart, un fugitivo local de la cárcel con antecedentes de violencia, fue arrestado. Sin embargo, tras celebrarse el juicio por el caso quedó absuelto.

## Antecedentes
Menos de dos meses antes de los asesinatos, durante una sesión de formación en el campamento, un encargado del mismo descubrió que sus pertenencias habían sido saqueadas y sus rosquillas habían sido robadas. Dentro de la caja vacía había una nota inquietante escrita a mano. El escritor de la nota prometía asesinar a tres campistas. El director de dicha sesión en el campamento trató la nota como una broma descarada, y fue descartada.

## Descubrimiento de los cuerpos
Cerca de las siete de la tarde del domingo 12 de junio de 1977, la noche anterior al comienzo del campamento, una tormenta eléctrica azotó el área. Las tres víctimas eran Lori Lee Farmer (8 años), Doris Denise Milner (10 años) y Michelle Heather Guse (9 años). Las tres niñas eran residentes de Broken Arrow, un suburbio de Tulsa. Las tres compartían la cabaña n.º 8 en la unidad "Kiowa" del campamento, que estaba ubicada más lejos de la tienda del consejero del campamento, y parcialmente oscurecida por las duchas para el campamento. Alrededor de las 6 de la mañana del 13 de junio, una consejera del campamento caminó hacia las duchas, encontrando el cuerpo de una niña en su saco de dormir en el bosque. Pronto se descubrió que las tres ocupantes de la tienda n.º 8 habían sido asesinadas. Sus cuerpos habían quedado en un sendero que conducía a las duchas, a unos 150 metros de su tienda. Pruebas posteriores mostraron que habían sido violadas, golpeadas y estranguladas.
Se encontró una gran linterna roja sobre los cuerpos de las niñas, con una huella digital en la lente, aunque no llegó a ser identificada. Cerca de la tienda se halló también una huella de sangre del tamaño de una bota. Entre las 2:30 y las 3 de la madrugada del 13 de junio, un testigo de la zona afirmó escuchar "bastante" tráfico en una carretera cerca del campamento.

## Investigación
Tras los asesinatos, Camp Scott fue evacuado y posteriormente cerrado.

### Sospechosos
Gene Leroy Hart (27 de noviembre de 1943-4 de junio de 1979) fue uno de las primeras personas de interés para el caso. Había estado en libertad desde 1973 después de escapar de la cárcel del condado de Mayes. Había sido condenado por secuestrar y violar a dos mujeres embarazadas, así como por cuatro cargos de robo en primer grado. Hart fue criado muy cerca del propio campamento, por lo cual podía conocer sus instalaciones y su desarrollo. Hart, ciudadano estadounidense de origen cheroqui, fue arrestado apenas un año después de los hechos. Fue juzgado en marzo de 1979. Aunque el sheriff local se declaró «mil por ciento» seguro de que Hart era culpable, un jurado local lo absolvió. El 4 de junio de 1979, falleció en prisión tras un accidente haciendo ejercicio.
Más tarde, dos de las familias demandaron al Magic Empire Council, el organismo de las Girl Scouts de Oklahoma que tenían la responsabilidad sobre las niñas. Pidieron a la compañía una multa de 5 millones de dólares, alegando negligencia. El juicio civil incluyó la discusión de la nota amenazante y el hecho de que la tienda n.º 8 se encontrara a 79 metros de la que compartían los monitores. En 1985, por un voto de 9-3, el jurado decidió a favor del Magic Empire Council. En ese momento, Hart ya estaba muerto. Como violador convicto y fugitivo de la cárcel, todavía le quedaban 305 años de su condena en la penitenciaria estatal de Oklahoma.

### Pruebas de ADN
En 1989, se realizaron pruebas de ADN y se demostró que tres de las cinco pruebas del crimen halladas coincidían con el ADN de Hart. En 2008, las autoridades realizaron nuevas pruebas en las manchas encontradas en una funda de almohada, cuyos resultados no fueron concluyentes porque las muestras estaban «demasiado deterioradas para obtener un perfil [de ADN]». En 2017, el sheriff recaudó treinta mil dólares en donaciones para realizar nuevas cotejaciones utilizando los últimos avances en pruebas genéticas.
En 2022, las autoridades hicieron público que la evidencia de ADN sugería fuertemente la participación de Hart. El sheriff del condado de Mayes dijo: "A menos que surja algo nuevo, algo que salga a la luz de lo que no somos conscientes, estoy convencido de la culpabilidad y participación de Hart en este caso". Añadió que los resultados de las pruebas de ADN se conocen desde 2019, pero no hizo públicos los hallazgos hasta que las familias de las víctimas se lo pidieron.
Como resultado del caso de la Corte Suprema McGirt v. Oklahoma (2021), que determinó que los crímenes que involucraban a nativos cheroquis en tierras de esta tribu en Oklahoma estaban bajo la soberanía tribal y no estatal, la Nación Cheroqui está investigando nuevos detalles sobre los asesinatos. La escritora Faith Phillips declaró que había obtenido una confesión escrita sobre los asesinatos de un nativo cheroquis, que en julio de 2023 estaba bajo nueva investigación, ya que el FBI no había cerrado el caso.

## Hechos posteriores
Richard Guse, padre de una de las tres víctimas, ayudó a la legislatura estatal a aprobar la Declaración de Derechos de las Víctimas de Oklahoma. También ayudó a fundar la Junta de Compensación de Víctimas de Delitos de Oklahoma. Otro padre, Sheri Farmer, fundó un grupo de apoyo estatal para aunar a los padres de niños asesinados.